# Diocese de Campos
A Diocese de Campos (Dioecesis Camposina) é uma circunscrição eclesiástica da Igreja Católica, em Campos dos Goytacazes, criada em 4 de dezembro de 1922, através da Bula Ad Supremae Apostolicae Sedis Solium do papa Pio XI. Atualmente no território da diocese está também circunscrita a Administração apostólica São João Vianney.

## Administração
Bispos locais:
|        | Nome                                    | Período    | Notas                        |
| Bispos | Bispos                                  | Bispos     | Bispos                       |
| ------ | --------------------------------------- | ---------- | ---------------------------- |
| 7º     | Roberto Francisco Ferrería Paz          | 2011-atual |                              |
| 6º     | Roberto Gomes Guimarães                 | 1996-2011  | Bispo emérito                |
| 5º     | João Corso, S.D.B.                      | 1990-1995  |                              |
| 4º     | Carlos Alberto Etchandy Gimeno Navarro  | 1981-1990  | Nomeado Arcebispo de Niterói |
| 3º     | Antônio de Castro Mayer                 | 1949-1981  |                              |
| 2º     | Otaviano Pereira de Albuquerque         | 1935-1949  |                              |
| 1º     | Henrique César Fernandes Mourão, S.D.B. | 1925-1935  | Nomeado bispo de Cafelândia  |